# 古木望
古木望（日语：／ Furuki Nozomi，1988年1月12日—）是日本的女性聲優，長崎縣五島列島出身。血型B型。Mausu Promotion所屬。

## 人物
ESP演藝專門學校畢業後進入Mausu Promotion附屬養成所，2011年8月在《聲優綜藝節目 SAY!YOU!SAY!ME!》內的環節「聲優偶像團體企劃」中被拔擢為新人聲優團體「OneLittleKiss」的一員出道。
2012年4月開始為Mausu Promotion的成員。
2017年1月12日在自己的官方BLOG上發表結婚的消息。

## 演出作品
※粗體字為主要角色。

### 電視動畫
2010年
- 緣之空（女學生）

2011年
- （客人）
- 迷糊軟網社（女學生）

2012年
- 要聽爸爸的話！（園兒）
- 殭屍哪有那麼萌？（女僕C）
- 變形金剛 領袖之證（美子·仲代〈仲代美子〉）
- 坂道上的阿波羅（時枝、薰〈少年期〉）
- Campione 弒神者！（女學生B）
- 小大叔日記（我）[6][7]
- 你好 七葉（江威子）
- OneLittle喫茶（音）

2013年
- 變形金剛 領袖之證（ダゴR）

2014年
- 咲-Saki- 全國篇（多治比真佑子、寺平彩乃、級友）
- 喵〜麵（什錦麵）[8]
- selector infected WIXOSS（園兒）
- 銀河騎士傳（操縱士）
- 元氣囝仔（山村美和[9]）※也負責方言監修
- 七大罪（艾蓮）

2015年
- The Rolling Girls（音無由香里[10]）
- 終結的熾天使（琪絲·貝爾[11]）
- SHOW BY ROCK!!（狐村）
- 奏響吧！上低音號（管樂社成員）
- Chaos Dragon 赤龍戰役（真白[12]）
- 那就是聲優！（紺野葵[13]）
- 溫泉幼精小箱根（阿玉）
- 終結的熾天使 名古屋決戰篇（琪絲·貝爾）

2016年
- 大叔與棉花糖（棉花糖工廠的後輩[14]）
- 灰與幻想的格林姆迦爾（莎莎）

- 熊巫女（電視聲）
- 高校艦隊（立石志摩[15]）
- 齊木楠雄的災難（女高中生A、萬城乃亞里栖）
- SHOW BY ROCK!!#（狐村）
- 偶像筆記（女高中生）
- 奇異太郎少年的妖怪繪日記（妖怪、哈姆子）
- 名侦探柯南（女性 #835）
- 灼熱桌球娘（座敷童石榴）

2017年
- TRICKSTER －來自江戶川亂步「少年偵探團」－（永島優子）
- 風夏（女學生）
- 亞人醬有話要說（女學生）
- 人渣的本願（女學生）
- 妖怪公寓的優雅日常（辣妹C）
- 捏造陷阱 -NTR-（2-3女子、情侶女、中學女子籃球社員A）
- Princess Principal（千世）
- 品酒要在成為夫妻之後（橘子、女性藝人）
- 此花綺譚（葵）
- Just Because!（森川弦）
- 奇諾之旅 -the Beautiful World- the Animated Series（住人A）
- 森林家族 Mini Story（核桃松鼠男孩、巧克力兔子雙胞胎）
- 泥鯨之子們在沙地上歌唱（尼姆）

2018年
- 學園奶爸（鹿島虎太郎）
- 龍王的工作！（小孩A）
- 擁抱！光之美少女（母親、誠太郎）
- 名侦探柯南（女大学生、家庭餐厅店员）
- 只要別西卜大小姐喜歡就好（財務部職員）

2019年
- 不愉快的妖怪庵 續（純一）
- 就算是爸爸，也想做（成瀨壹佳）
- 幻影天使（女學生）
- 為什麼老師會在這裡！？（高橋隆〈少年期〉）
- JoJo的奇妙冒險 黃金之風（嬰兒〈母親〉、嬰兒）
- 偶像學園Friends！（小早川梢）
- 神田川JET GIRLS（廣播、女高中生）

2020年
- 異種族風俗娘評鑑指南（普布拉拉）
- BanG Dream! 少女樂團派對!☆PICO～大份～（觀眾、店員）
- 前說！（金成香苗）
- 請問您今天要來點兔子嗎？ BLOOM（小孩）
- A3!（觀眾）

2021年
- SHOW BY ROCK!! STARS!!（小吉）
- [[[神奇柑仔店]]（同級生、岡村真子）
- 佐賀偶像是傳奇 捲土重來（禿 は）
- 指尖傳出的真摯熱情2：戀人是消防員（女性社員B、女性客A）
- BanG Dream! 少女樂團派對！☆PICO Fever!（野生動物、烏鴉）}}
- 境界戰機（住民）

2022年
- 里亞德錄大地（阿爾姆娜）
- 異世界迷宮裡的後宮生活（公會職員）
- 路人超能100 III（少年A）
- 戀愛Flops（日葵的朋友）

2023年
- 冰劍的魔術師將要統一世界（拉基斯·西默德）
- 英雄傳說 閃之軌跡 北方戰役（吃冰淇淋的女性C）
- Buddy Daddies 殺手奶爸（女高中生、幼兒園兒童、親子）
- BanG Dream! It's MyGO!!!!!（學生）
- Lv1魔王與獨居廢勇者（水原）
- 聖劍學院的魔劍使（蒂切拉·莉莉貝爾[16]）
- 凹凸魔女的親子日常（托莉[17]）

2024年
- 夢想成為魔法少女（小孩B）
- 星際莊的戀愛日記（祭客）
- 嘆氣的亡靈想隱退 ～最弱獵人的最強隊伍育成術～（貝涅妲·雷姆、路克幼年、布伊）
- BLEACH 千年血戰篇-相剋譚-（浮竹實純）
- 悲喜漁生（情侶女）
- 孤單一人的異世界攻略（盾女[18]）

2025年
- BanG Dream! Ave Mujica（照明工作人員、觀眾5、導演助理1）
- 鄉下大叔成為劍聖～只是區區鄉下劍術師傅，成大器的弟子們卻不肯放過我～（妮德利、老鼠、利提爾）
- 戀上換裝娃娃 Season 2（同班同學）

### OVA
2017年
- 高校艦隊（立石志摩）

### 劇場版動畫
2016年
- 劇場版selector destructed WIXOSS（塔薇爾）

2020年
- 劇場版 高校艦隊（立石志摩）

2021年
- Princess Principal Crown Handler 第1章（千世）
- Princess Principal Crown Handler 第2章（千世）

2023年
- Princess Principal Crown Handler 第3章（千世）

2025年
- Princess Principal Crown Handler 第4章（千世[19]）

### 網路動畫
2017年
- 怪物彈珠（順風耳）

2018年
- 衛宮家今天的餐桌風景（小孩）

### 遊戲
2012年
- 超讚麻將（朝霧真白[20]）

2013年
- 蒼穹的Sky Galleon（海爾[21]）

2014年
- 超讚麻將PLUS（朝霧真白[22]）

2015年
- 終結的熾天使 命運的開始（琪絲·貝爾[23]）
- 七彩奔馳少女（橘柑奈[24]）
- 魔女見習生與毛絨絨朋友（楓[25]）

2016年
- （紺野葵）
- 御城計劃:RE（今濱城、長濱城）
- 偶像事變（小佐佐薇樂敏[26]）

2017年
- 幻想少女（辛憲英[27]）
- Princess Principal GAME OF MISSON（千世）
- 無夜國度2 ～新月的新娘～（繆貝爾·佛林·露[28]）

2018年
- 魔物娘☆後宮（K-8）
- 天華百劍-斬-（次郎太刀）

2019年
- SHOW BY ROCK!!（狐村）
- 高校艦隊 艦隊戰鬥大危機！（立石志摩[29]）

### 動態漫畫
- 勇者前線 第二話「新的威脅」（2017年，莎夏）

### 廣播劇CD
- 惡魔城 -兩名吸血鬼-（2011年）
- 文豪系列第1卷「我們是文豪」（2012年）

### 音頻劇
- 公爵千金是62歲騎士團長的嫩妻（2016年，凱蘿兒[30]）

### 外語配音
- 凶兆（2013年，亞修莉·奧茲華）
- 惡棍英雄：死侍（2016年）

### 廣播節目
- 動畫偵探團3（2010年－2012年，高知放送、和歌山放送）
- 星海社廣播騎士團（2011年－2012年，最前線）
- OneLittleKiss的SAY!YOU!SAY!ME!R!（2011年－2013年，Ustream）
- 大龜明日香＆古木望的「嬌小公主」（2014年，Mens Fashion Plus）
- 七彩廣播女孩（2015年，YouTube、音泉、HiBiKi Radio Station、animate TV）[31]
- 七彩廣播女孩REPEAT（2015年，YouTube、音泉、HiBiKi Radio Station、animate TV）[32]

### 電視節目
- 聲優綜藝 SAY!YOU!SAY!ME!
- Nijidoko〜2次元的入口在哪裡？～（試用版）
- 變形金剛 深夜黃金時段的完全變形2小時SP
- LisAni！TV

### 舞台
- 音樂劇（小猴子）
- 音樂劇「RATS」（2009年，櫻）
- 盛開的櫻花林下（2013年，吉乃）[33]

### 其他
- WIXOSS（塔薇爾）[34]
- 終極女孩育成計劃
- 高絲蔻絲魅寶（宣傳影片）
- 小中部Second Season（旁白）
- 華☆麗動畫@GameMarket（助手）
- SLOT高校艦隊（2018年，彈珠台）飾演 立石志摩

## 音樂CD

### 角色歌
| 發售日  | 商品名稱                                       | 演唱名義                                                                               | 歌曲                      | 備註                                   |
| 2017年  | 2017年                                         | 2017年                                                                                 | 2017年                    | 2017年                                 |
| ------- | ---------------------------------------------- | -------------------------------------------------------------------------------------- | ------------------------- | -------------------------------------- |
| 8月2日  | A Page of My Story                             | 安潔（今村彩夏）、公主（關根明良）、多蘿西（大地葉）、貝翠絲（影山燈）、千世（古木望） | 「A Page of My Story」    | 電視動畫《Princess Principal》片尾曲   |
| 8月2日  | A Page of My Story                             | 安潔（今村彩夏）、公主（關根明良）、多蘿西（大地葉）、貝翠絲（影山燈）、千世（古木望） | 「Shoot Your Heart Out!」 | 電視動畫《Princess Principal》相關歌曲 |
| 8月30日 | 5 Moving Shadows                               | 千世（古木望）                                                                         | 「閃光刀歌」              | 電視動畫《Princess Principal》相關歌曲 |
| 9月27日 | Princess Principal原聲帶 Sound of Foggy London | 千世（古木望）                                                                         | 「」                      | 電視動畫《Princess Principal》插入曲   |

## 外部連結
- 事務所公開簡歷 （页面存档备份，存于）（日語）
- 個人Blog （页面存档备份，存于）（日語）
- 古木望的X（前Twitter）（日語）